# Megachile alleni
Megachile alleni är en biart som beskrevs av Mitchell 1927. Megachile alleni ingår i släktet tapetserarbin, och familjen buksamlarbin. Inga underarter finns listade i Catalogue of Life.